# Ševet Achim
Ševet Achim (hebrejsky: שבת אחים) je městská čtvrť v centrální části Jeruzaléma v Izraeli.

## Geografie
Je součástí širšího zastavěného distriktu zvaného Lev ha-ir (Střed města), který zaujímá centrální oblast Západního Jeruzaléma a v jeho rámci tvoří spolu s dalšími menšími obytnými soubory (Sukat Šalom, Miškenot Jisra'el nebo Mazkeret Moše) podčást zvanou Nachla'ot. Leží mezi ulicemi Rechov Becalel, Rechov Rama a Rechov Šilo v nadmořské výšce cca 800 metrů, cca 2 kilometru západny od Starého Města. Populace čtvrti je židovská.

## Dějiny
Jde o jedno z mnoha židovských předměstí, která koncem 19. století vyrůstala v rámci hnutí Útěk z hradeb na předměstí Jeruzaléma. V roce 1897 zde stálo jen šest domů.